# Cristine Takuá
Cristine Takuá (1981) es una escritora, artesana, activista y profesora indígena brasileña de la etnia maxacali.

## Biografía
Perteneciente al pueblo maxacali por filiación paterna, Cristine Takuá es graduada en filosofía por la Universidad Estatal Paulista Júlio de Mezquita, en el campus Marília (UNESP-Marília). Pasó el concurso público de profesora de la red estatal de enseñanza pública del Estado de São Paulo, donde desarrolló su activismo en el ámbito de la educación indígena.
Activista de la causa indígena, ella es fundadora de diversas organizaciones, tales como el Fórum de Articulación de los Profesores Indígenas en el estado de São Paulo (Fapisp), reuniendo todos los profesores indígenas que actúan en el estado de São Paulo, especialmente quienes actúan en escuelas indígenas, y también del Instituto Maracá, entidad dirigida a la promoción de la cultura, arte y literatura indígena, donde actualmente ejerce la función de consejera.
También es investigadora, profesora invitada y conferenciante en diversas instituciones y centros de investigaciones, como el Instituto de Estudios Avanzados de la Universidad de São Paulo (IEA-USP).
Takuá es profesora en la Escuela Estatal Indígena Txeru Ba'e Kua-I ubicada en la región del litoral paulista, en la Tierra Indígena Ribeirão Silveira, ubicada en la frontera entre los municipios de Bertioga y de São Sebastião. En esta institución escolar, imparte las clases de Filosofía, Sociología, Historia y Geografía.
En su condición de maestra y activista indígena, ha ejercido de representante en el Núcleo de Educación Indígena de la Secretaría de Educación del Estado de São Paulo y también es una de las líderes de la Comisión Guaraní Yvyrupa.
En 2019, actuó como curadora de la Muestra Audiovisual Indio.doc, evento cultural enfocado en el activismo artístico y la preservación de la memoria indígena, que fue realizado en la unidad de Villa Mariana del SESC-SP.

## Filosofía indígena
Cristine Takuá es una de las principales intelectuales brasileñas defensora del Sumak Kawsay (expresión quechua que significa "buen vivir"), un modelo alternativo de civilización que pretende superar la distinción establecida en la ciencia occidental entre naturaleza y cultura. Sobre la versión guaraní del buen vivir, Teko Porã, la maxacali explica que se trata de una concepción filosófica, política y cultural que busca el equilibrio con la naturaleza y el respeto a todos los seres vivos; una forma de pensar el territorio y la vida de forma equilibrada.
También aborda por la relación existente entre la infancia, la educación y la naturaleza desde una perspectiva indígena. Defiende que los jóvenes tienen un vínculo muy fuerte con la naturaleza y que debe preservarse, dejando que interaccionen. Al mismo tiempo, lamenta que el cambio climático y el capitalismo estén poniendo en riesgo la extensión de las tierras indígenas, que limitan cada vez más esa capacidad de convivencia.

## Principales obras
- Teko Porã, o sistema milenar educativo de equilíbrio. A: Rebento: Revista acadêmica interdisciplinar del Departamento de Artes y del Programa de Pós-Graduação en Artes del Instituto de Artes de la Unesp, São Paulo, n. 9, 2018.
- Reflexiones de lucha y resistencias . En: Campos: Revista de Antropología de la UFPR, Curitiba, v. 20, n. 2, 2019.[3]
- Seres criativos de la floresta . En: Cadernos Selvagem, sl, Dantes Editora, 2020.